# Conrad-Ekhof-Preis

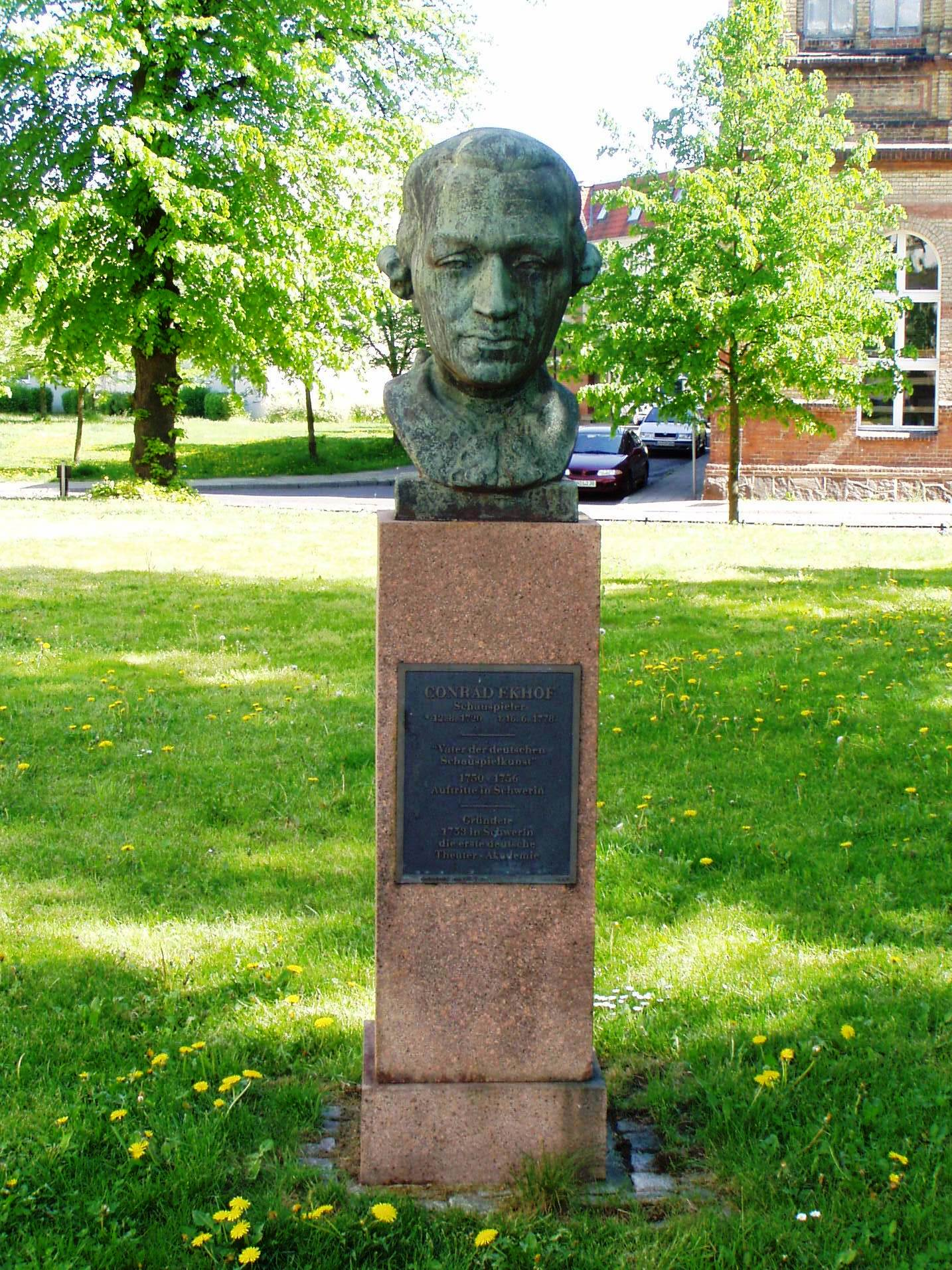
Denkmal für Conrad Ekhof am Ekhofplatz neben dem Schweriner Theater

Der Conrad-Ekhof-Preis ist ein Theaterpreis, der seit 1998 am Mecklenburgischen Staatstheater in Schwerin verliehen wird.

## Beschreibung
Mit dem Conrad-Ekhof-Preis wird zum Ende einer Spielzeit  eine herausragende Künstlerin bzw. ein herausragenden Künstler des Mecklenburgischen Staatstheaters geehrt. Der Preis wird seit 1998 jährlich von den Theaterfreunden des Schweriner Theaters verliehen. Er ist verbunden mit einem Preisgeld in Höhe von 2500 Euro sowie mit einer goldenen Medaille im Schmucketui.

## Conrad Ekhof
Conrad Ekhof (1720–1778) galt als einer der besten deutschen Schauspieler des 18. Jahrhunderts. Er führte den realistischen Darstellungsstil auf den deutschen Bühnen ein und wurde wegen seiner zahlreichen Verdienste um das deutsche Theater schon zu seinen Lebzeiten als „Vater der deutschen Schauspielkunst“ bezeichnet. Conrad Ekhof gründete 1753 in Schwerin die Academie der Schönemannschen Gesellschaft und damit erste deutsche Schauspiel-Akademie. In seiner Zeit am Gothaer Hoftheater war August Wilhelm Iffland der Namensgeber des Iffland-Ringes einer seiner Schüler.  Ekhof wurde insbesondere in den 1760er und 1770er Jahren als der führende Schauspieler der Theaterkompanien von Abel Seyler – der Hamburgischen Entreprise und der Seylerschen Schauspiel-Gesellschaft – bekannt.

## Preisträger
- 1998: Stefan Haufe
- 1999: Thorsten Merten
- 2000: Martin Ackermann
- 2001: Rosita Kekyte
- 2002: Markus Wünsch
- 2003: Katrin Huke
- 2004: Ulrike Ludwig
- 2005: Rachael Duncan
- 2006: Kellymarie Sullivan
- 2007: Jens Böcherer
- 2008: Charlotte Sieglin
- 2009: Lars Scheibner
- 2010: Katrin Hübner
- 2011: Davina Kramer
- 2012: Brit Claudia Dehler
- 2013: Stamatia Gerothanasi
- 2014: Christoph Bornmüller
- 2015: Josefin Ristau
- 2016: Caroline Wybranietz
- 2017: Matthias Koziorowski
- 2018: Martin Brauer
- 2019: Christoph Reiche[1]
- 2022: Julia Keiling[3]
- 2023: Benjamin Wilson[4]